# Casa Berri-Meregalli (via Mozart)
La prima Casa Berri Meregalli è un edificio di Milano situato in via Mozart al civico 21.

## Storia e descrizione
La casa fu realizzata a partire dal 1911 assieme agli altri due palazzi nella stessa zona, palazzo Berri Meregalli e la seconda casa Berri Meregalli dall'architetto Giulio Ulisse Arata. 
Venne realizzata, come per palazzo Berri Meregalli, in uno stile indefinito che riunisce elementi del Liberty, dell'eclettismo e dell'Art déco: il piano terreno è ornato con un bugnato rustico composto da pietre irregolari di dimensioni diverse mentre al piano superiore una fascia di pietra, sempre realizzata con conci di differente dimensioni, introduce la facciata in mattoni di laterizio. Al centro della facciata c'è il balcone principale decorato con possenti mensole e teste di ariete, mentre la porta finestra è decorata con un timpano spezzato con una testa sempre di ariete al suo interno. Ai lati del balcone al primo piano sono presenti due figure affrescate di un uomo e una donna opera di Pietro Adamo Rainoldi.